# Catedral de Nuestra Señora de la Luz (Guarabira)
La Catedral de Nuestra Señora de la Luz (en portugués: Catedral Nossa Senhora da Luz) es el nombre que recibe un edificio religioso afiliado a la Iglesia Católica en el municipio de Guarabira, en el estado de Paraiba. Es el principal templo de la diócesis de Guarabira en Brasil.
Por decreto provincial el 27 de abril de 1837 se construyó la parroquia de Nuestra Señora de la Luz, propiedad de la Arquidiócesis de Parahyba Norte.
El 10 de octubre de 1980, con  bula "Cum Exoparet" y la erección canónica de la diócesis de Guarabira la Parroquia de Nuestra Señora de la Luz fue elevada a la dignidad de la catedral de la diócesis.
El comienzo del actual edificio data de 1857 en una arquitectura renacentista, y en 1981 se sometió a una renovación que dejó muestra de una arquitectura clásica y moderna. Se encuentra en el centro de Guarabira .
En el interior , alberga una imagen de Cristo y de la patrona de Nuestra Señora de la Luz que es de 1884, y un Vía Crucis y un tabernáculo todos tallados en madera.